# فورسپس دی‌باکی

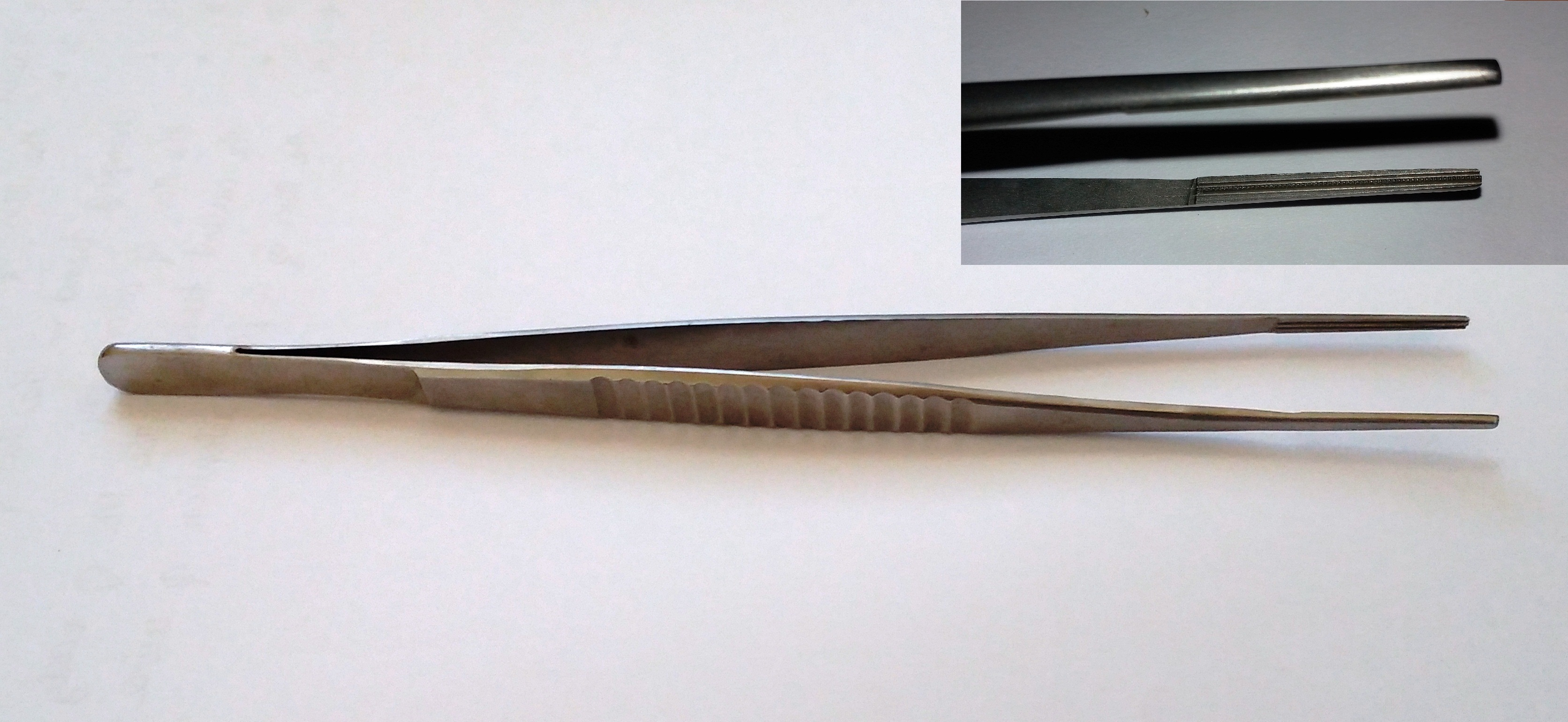
تصویر فورسپس دی‌باکی؛ نوعی فورسپس بافت بدون آسیب است که در عمل‌های عروقی برای جلوگیری از آسیب به بافت‌ها در حین عمل استفاده می‌شود.

فورسپس دی‌باکی (به انگلیسی: Debakey forceps)ابزاری از خانواده کلمپ‌ها بوده و جهت انسداد عروق بکار می رود.